# Polymera
Polymera är ett släkte av tvåvingar. Polymera ingår i familjen småharkrankar.

## Dottertaxa tillPolymera, i alfabetisk ordning[1]
- Polymera aitkeni
- Polymera albiditarsis
- Polymera albitarsis
- Polymera albogeniculata
- Polymera albogenualis
- Polymera anticalba
- Polymera arawak
- Polymera brachyneura
- Polymera bruchi
- Polymera catharinae
- Polymera cavernicola
- Polymera chiriquiensis
- Polymera cinereipennis
- Polymera cingulata
- Polymera clausa
- Polymera conjuncta
- Polymera conjunctoides
- Polymera crystalloptera
- Polymera evanescens
- Polymera furiosa
- Polymera fusca
- Polymera fuscitarsis
- Polymera geniculata
- Polymera georgiae
- Polymera grisea
- Polymera hirticornis
- Polymera honesta
- Polymera inornata
- Polymera leucopeza
- Polymera leucostropha
- Polymera melanosterna
- Polymera microstictula
- Polymera minutior
- Polymera minutissima
- Polymera monosticta
- Polymera neoclausa
- Polymera nimbipennis
- Polymera niveipes
- Polymera niveitarsis
- Polymera nodulifera
- Polymera obscura
- Polymera ominosa
- Polymera parishi
- Polymera parvicornis
- Polymera pleuralis
- Polymera prolixicornis
- Polymera pulchricornis
- Polymera regina
- Polymera rogersiana
- Polymera scelerosa
- Polymera sordidipes
- Polymera stenoptera
- Polymera subsuperba
- Polymera superba
- Polymera tasioceroides
- Polymera thoracica
- Polymera tibialis
- Polymera unipunctata
- Polymera verticillata
- Polymera zeylanica